# 밤의 태양
"밤의 태양"은 한국에서 제작된 박기채 감독의 1948년 영화이다. 최은희 등이 주연으로 출연하였고 김관수 등이 제작에 참여하였다.

## 출연

### 주연
- 최은희
- 김동원
- 한은진
- 김승호

## 기타
- 조명: 김성춘
- 녹음: 최칠복
- 미술: 김정항